# 南瓜湯

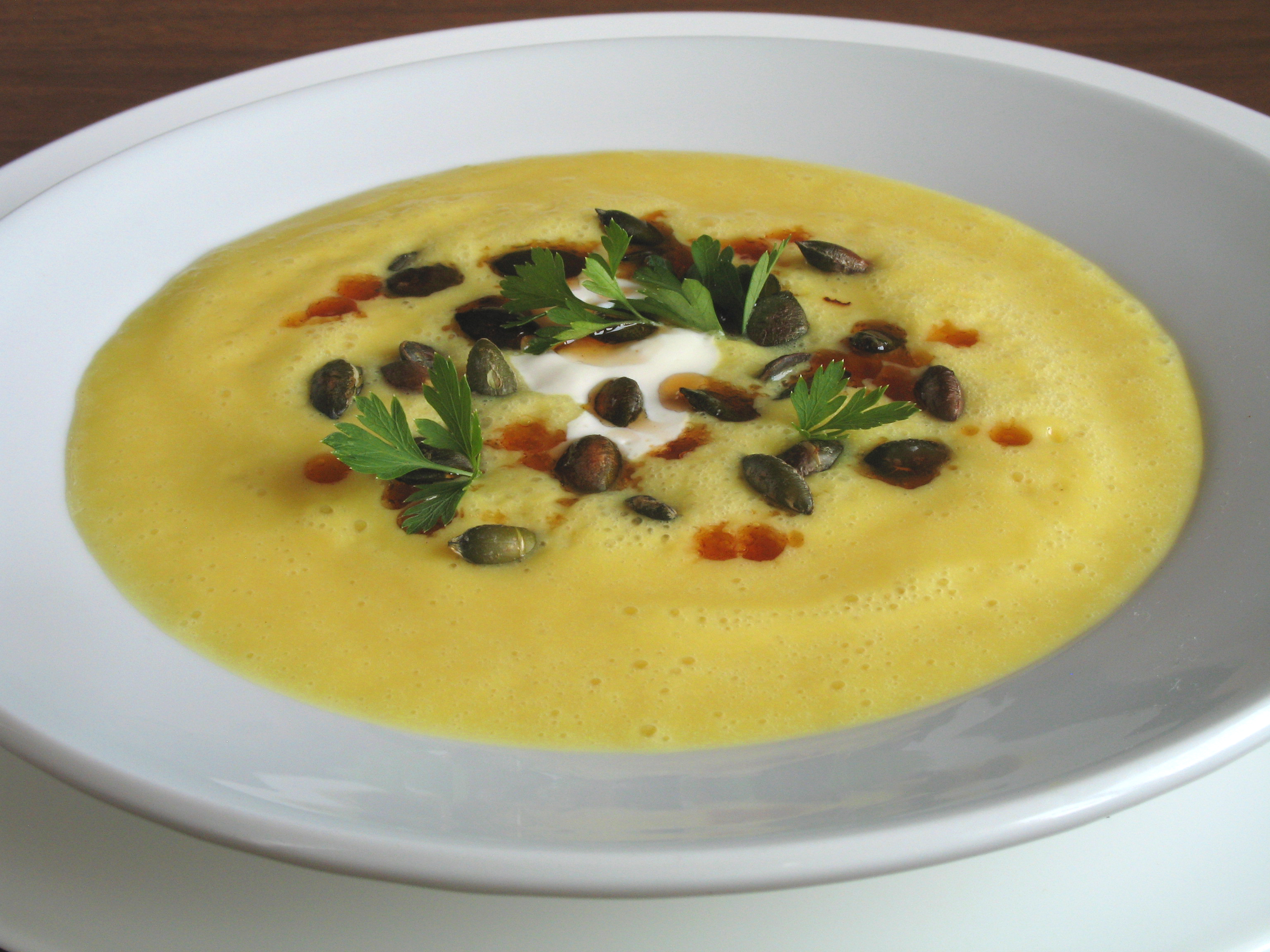
德國的奶油南瓜湯

南瓜湯（英語：Pumpkin soup）是一種以南瓜作為主要食材的湯，南瓜原產於北美洲的墨西哥，是印第安人的重要食材之一，十五世紀克里斯多福·哥倫布從歐洲抵達美洲，南瓜通過哥倫布交換傳入歐洲，歐洲人移民美洲後，亦以南瓜為蔬菜。把南瓜製作成湯，是歐美的主要食用南瓜方法之一，在北美的南瓜湯通常會加入大量奶油，製作成南瓜濃湯
，也有採用烤箱製作烤南瓜湯。另一方面，一些美洲的傳統南瓜湯在部分地區仍然繼續流行，其中海地的珠穆湯獲得聯合國教科文組織列入非物質文化遺產。
南瓜傳入日本後，日本人使用南瓜製作日式南瓜湯。在華南地區的廣東人流行飲用老火湯，南瓜亦成為一種煲湯的食材，例如夏季飲用加有赤小豆的南瓜赤小豆湯，秋冬使用蟲草花和豬肉煲蟲草花南瓜瘦肉湯。

## 外部連結
维基共享资源上的相關多媒體資源：南瓜湯